# Nekrolog 1300
Nekrolog
◄◄
| ◄
| 1296
| 1297
| 1298
| 1299
| 1300 | 1301 | 1302 | 1303 | 1304 | ► | ►►
Weitere Ereignisse | Allgemeiner Nekrolog 1300
Die Beschreibung der verstorbenen Person sollte so kurz wie möglich gehalten sein und nur deren signifikante Tätigkeit(en) enthalten.
Neue Namen ggf. auch unter dem Geburts- und Sterbedatum, also etwa unter 1. Januar und im Geburts- und Sterbejahr (2024) eintragen (nur bei entsprechender großer Wichtigkeit). Für Beispiele siehe die schon vorhandenen Artikel.
Außerdem über die fünf zuletzt Verstorbenen, zu denen es einen ausreichend guten Artikel für eine Präsentation auf der Hauptseite gibt, nach der todesbedingten Überarbeitung der Artikel ggf. auch unter Wikipedia Diskussion:Hauptseite informieren und sie am besten auch in den anderen Wikipedia-Sprachversionen eintragen. Tipp: Regelmäßig bei news.google.de nach „ist tot“, „gestorben“ oder „verstorben“ suchen.
Wenn eine Person gestorben ist, gibt es viele Seiten zu dieser Person in der Wikipedia, die davon auch betroffen sind und entsprechend aktualisiert werden müssen. Beispiele: Namenübersichtsseite, Geburtsjahr, Geburtsort-Seiten und viele mehr.
Wie finde ich die betroffenen Seiten?
Im Suchfeld auf der linken Seite gibt man den Suchbegriff so ein: „Vorname Nachname“. Dann klickt man auf Volltext und alle Seiten mit entsprechendem Suchtext werden aufgerufen. Hier sieht man dann schnell, wo auch das Todesjahr Sinn macht oder sogar ein Teil des Artikels angepasst werden muss. Auch hilft das „Werkzeug“ auf der linken Seite sehr gut, um solche Seiten aufzufinden: „Links auf diese Seite“. Somit ist die Wikipedia wieder aktuell in allen Bereichen! Hinweis: bei Eintragung der Kategorie „Gestorben JAHR“ wird der Missbrauchsfilter 49 ausgelöst, was jedoch nicht schlimm ist. Siehe: Spezial:Missbrauchsfilter/49
Dies ist eine Liste von im Jahr 1300 verstorbenen bekannten Persönlichkeiten. Die Einträge erfolgen innerhalb der einzelnen Daten alphabetisch sortiert. Tiere sind im Nekrolog für Tiere zu finden.

## Januar
| Tag       | Name                    | Beruf, bekannt als                                              | Alter | Beleg |
| --------- | ----------------------- | --------------------------------------------------------------- | ----- | ----- |
| 1. Januar | Giacomo Tomassi-Caetani | Kardinal                                                        |       |       |
| 5. Januar | Wok I. von Krumau       | böhmischer Adliger aus dem Krumauer Familienzweig der Witigonen |       |       |

## Februar
| Tag     | Name             | Beruf, bekannt als                                                     | Alter | Beleg |
| ------- | ---------------- | ---------------------------------------------------------------------- | ----- | ----- |
| Februar | Munio von Zamora | spanischer Dominikaner, siebter Ordensmeister und Bischof von Palencia |       |       |

## April
| Tag   | Name                                | Beruf, bekannt als | Alter | Beleg |
| ----- | ----------------------------------- | ------------------ | ----- | ----- |
| April | John Wake, 1. Baron Wake of Liddell | englischer Adliger |       |       |

## Juli
| Tag      | Name              | Beruf, bekannt als                          | Alter | Beleg |
| -------- | ----------------- | ------------------------------------------- | ----- | ----- |
| 18. Juli | Gerardo Segarelli | parmesanischer Bußprediger und Sektenführer |       |       |

## September
| Tag           | Name                             | Beruf, bekannt als | Alter | Beleg |
| ------------- | -------------------------------- | ------------------ | ----- | ----- |
| 15. September | Konrad von Braunschweig-Lüneburg | Bischof von Verden |       |       |

## November
| Tag         | Name                       | Beruf, bekannt als                                                                          | Alter | Beleg |
| ----------- | -------------------------- | ------------------------------------------------------------------------------------------- | ----- | ----- |
| 1. November | Ulrich I.                  | Adliger des Hauses Falkenstein                                                              |       |       |
| 2. November | Bertho III. von Mackenzell | Fürstabt des Klosters Fulda; Propst des Klosters Neuenberg; Propst des Klosters Holzkirchen |       |       |

## Dezember
| Tag          | Name                        | Beruf, bekannt als                                                                      | Alter | Beleg |
| ------------ | --------------------------- | --------------------------------------------------------------------------------------- | ----- | ----- |
| 1. Dezember  | Johann von Montfort-Castres | Herr von Castres, Graf von Squillace, Kämmerer und Generalkapitän des Königs von Neapel |       |       |
| 4. Dezember  | Albrecht III.               | Markgraf von Brandenburg aus dem Geschlecht der Askanier                                |       |       |
| 19. Dezember | Johannes von Schwerin       | Erzbischof von Riga                                                                     |       |       |

## Datum unbekannt
| Tag                   | Name                                    | Beruf, bekannt als                                   | Alter | Beleg |
| --------------------- | --------------------------------------- | ---------------------------------------------------- | ----- | ----- |
|                       | Guido Cavalcanti                        | italienischer Dichter                                |       |       |
|                       | Gottfried von Cremon                    | Lübecker Ratsherr                                    |       |       |
| Spätsommer/Frühherbst | Edmund Plantagenet, 2. Earl of Cornwall | englischer Magnat                                    |       |       |
|                       | Werner I. von Falkenstein               | Adliger des Hauses Falkenstein                       |       |       |
|                       | Marquard Hildemar                       | Bürgermeister der Hansestadt Lübeck                  |       |       |
|                       | Petrus                                  | römisch-katholischer Geistlicher, Bischof von Cammin |       |       |
|                       | Johann I.                               | Burggraf von Nürnberg                                |       |       |
|                       | Hinrich Steneke                         | Kaufmann und Bürgermeister der Hansestadt Lübeck     |       |       |
|                       | Trần Hưng Đạo                           | vietnamesischer General                              |       |       |
|                       | Tschaka Nogai                           | Zar der Bulgaren (1299–1300)                         |       |       |